# Чёрная колючая акула
Чёрная колючая акула, обыкновенный этмоптерус или ночная акула (лат. Etmopterus spinax) — вид акул семейства этмоптеровых (Etmopteridae) отряда катранообразных. Они обитают в Атлантическом океане, встречаются на глубинах от 70 до 2490 метров. Это маленькие, обычно не длиннее 45 сантиметров акулы, получившие название из-за чёрного брюшка, резко отличающегося от коричневой окраски остального тела. Максимальная зарегистрированная длина 60 см. Туловище этой акулы довольно толстое, с умеренно вытянутыми рылом и хвостом и очень маленькими жаберными щелями. Ночные акулы способны к биолюминесценции. 
Рацион состоит из ракообразных, головоногих и костистых рыб. Чёрные колючие акулы размножаются яйцеживорождением. В помёте 6—20 новорождённых. Этот вид не имеет промысловой ценности, но при коммерческом глубоководном лове в больших количествах попадается в качестве прилова.

## Таксономия
Впервые ночная акула была описана как Squalus spinax «отцом» таксономии, натуралистом из Швеции Карлом Линнеем в десятом издании «Системы природы» (Systema Naturae) 1758 года. Он не определил типовой экземпляр. Видовой эпитет spinax происходит от слова лат. spina — «колючка», «шип» и указывает на шипы перед спинными плавниками. Позже этот вид был отнесён к роду Etmopterus из-за синонимичности названия Squalus spinax с Etmopterus aculeatus, введённым Константином Сэмюэлом Рафинеском. Ночная акула объединена в группу с карибской колючей акулой (E. hillianus), (E. schultzi), (E. unicolor), широкополосой чёрной акулой (E. gracilispinis), гребнезубой чёрной акулой (E. decacuspidatus), и (E. perryi) по признаку неравномерно организованных иглообразных кожных зубчиков.

## Распространённость и среда обитания
Ареал ночной акулы в восточной Атлантике простирается от Исландии и Норвегии до Габона, включая Средиземное море, Азоры, Канарские острова, и Кабо-Верде. Есть сообщения о поимке ночной акулы в водах Капской провинции, Южная Африка. Эта акула — обитатель преимущественно верха грязевых и глинистых склонов наружного и островного континентальных шельфов от дна до середины водной толщи. Этот вид акул встречается на глубине от 70 до 2490 метров. Чаще всего они держатся в диапазоне от 200 до 500 метров.

## Описание

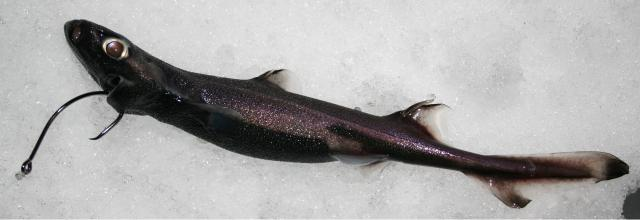

Ночная акула — это рыба плотного телосложения с умеренно вытянутым, широким, уплощённым рылом. Рот окружён тонкими гладкими губами. Верхние зубы мелкие, с узким центральным зубцом, и обычно не более чем с тремя парами боковых зубчиков. Нижние зубы намного крупнее, с сильно скошенными зубчиками наподобие ножевых лезвий вверху, и со смыкающимися основаниями. У ночной акулы пять пар очень маленьких, сравнимых по размеру с брызгальцами, жаберных щелей. Оба спинных плавника в передней части несут толстые шипы с бороздками, причём шип заднего плавника длиннее и сильнее изогнут. Первый спинной плавник начинается за короткими и закруглёнными грудными плавниками; второй спинной плавник вдвое больше первого и начинается за брюшными плавниками. Анального плавника нет. Тонкий хвост переходит в длинный хвостовой плавник с маленькой нижней лопастью и низкой верхней лопастью с выступающим зубцом на нижней стороне кончика.
Кожные зубчики тонкие, с загнутыми кончиками, чётко разделены между собой, определённого рисунка на коже не образуют. Окраска дорсальной поверхности тела коричневого цвета, который резко переходит в чёрный на вентральной поверхности. Выше и сзади тазовых плавников и вдоль хвостового плавника есть чёрные пятна. Тело этих рыб покрыто множеством фотофоров, излучающих сине-зелёный свет, видимый с 3—4 метров. Фотофоры сгруппированы по бокам и на брюшке в восемь участков с разной плотностью; они образуют характерный узор. Фотофоры присутствуют вдоль боковой линии, рассыпаны под головой, исключая область рта, усеивают брюшко и особенно плотно сконцентрированы вокруг грудных плавников и под хвостовым стеблем.
Самый большой добытый экземпляр достигал длины 60 сантиметров, но ночные акулы больше 45 сантиметров встречаются редко. Самки в целом крупнее самцов. Максимальный зарегистрированный вес 850 г.

## Биология и экология
Наряду с испанской акулой-пилохвостом (Galeus melastomus) и португальской акулой (Centroscymnus coelolepis) ночная акула является одной из самых многочисленных глубоководных акул северо-восточной Атлантики. Ночные акулы встречаются как поодиночке так и маленькими стаями. Отбор образцов в Средиземном море показал, что количество самок превышает количество самцов во всех возрастных группах данного вида, и с возрастом дисбаланс увеличивается. Во Впадине Роколл и в Каталонском море крупные взрослые экземпляры обнаружены на бо́льших глубинах, чем молодняк. Это может снижать конкуренцию между двумя группами. Однако такое разделение по глубинам не подтверждено для остального восточного Средиземноморья.
Масса печени ночной акулы достигает 17 % от массы её тела, а три четверти печени составляет жир, придающий акуле почти нулевую плавучесть. Чтобы противостоять повышенной концентрации тяжёлых металлов на больших глубинах, в кровеносном русле ночной акулы есть специальные Т-лимфоциты, умеющие определять и помечать токсические вещества, чтобы сделать возможным их удаление. Эти Т-клетки вырабатываются частью лимфатической системы — лимфомиелоидной железой, расположенной в пищеводе акулы. Эта железа называется орган Лейдига и встречается также у некоторых других акул и скатов. Кроме этого, в печени ночной акулы есть специализированные белки, способные обезвреживать кадмий, медь, ртуть, цинк и другие токсичные вещества. Считается, что биолюминисценция служит ночным акулам для контрподсветки, размывающей силуэт акулы и делающей её невидимой для глядящих снизу вверх хищников. Кроме того, биолюминисценция, будучи специфической для вида, может также выполнять социальную функцию, например, координировать поведение в группе, обеспечивать поиск полового партнёра. Ночная акула является важным пищевым объектом для более крупных рыб. Главным охотником на ночных акул считается длинноносый скат (Dipturus oxyrinchus).

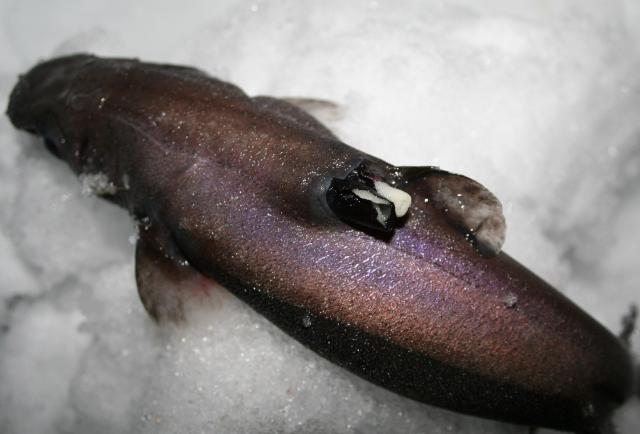
Ночные акулы часто тяжело инвазированы паразитами; у этой акулы усоногий рак Anelasma squalicola прикрепился вблизи шипа спинного плавника.

К внутренним паразитам этого вида относятся моногенея Squalonchocotyle spinacis, ленточные черви Aporhynchus norvegicus, Lacistorhynchus tenuis, и Phyllobothrium squali, а также круглые черви Anisakis simplex и Hysterothylacium aduncum. Некоторыми из этих паразитов ночные акулы заражаются, поедая добычу, которую паразиты используют как промежуточных хозяев, тогда как для других сами акулы служат промежуточными хозяевами. Усоногий рак Anelasma squalicola — наружный паразит, который прикрепляется к гнезду плавникового шипа акулы и проникает глубоко в мышцы, зачастую создавая условия для прикрепления второго (изредка и третьего) усоногого рака. Инвазия этими раками снижает плодовитость хозяина за счёт ослабления развития репродуктивных органов.

### Питание
Будучи универсальным хищником, ночная акула питается ракообразными (например, креветками семейства пасифаид и крилем), головоногими моллюсками (например, кальмарами семейства оммастрефид, каракатицами семейства сепиолид) и костными рыбами (топориковыми, веретённиковыми, светящимися анчоусами, мелкими тресковыми). В прибрежных водах Италии ночные акулы едят в небольшом количестве круглых и многощетинковых червей и охотятся на других хрящевых рыб. Исследованиями ночных акул у берегов Норвегии и Португалии, а также во впадине Рокалл, выявлено, что мелкие акулы размером до 27 сантиметров питаются преимущественно крилем вида Meganyctiphanes norvegica и мелкими рыбами Maurolicus muelleri. По мере роста диета ночных акул становится разнообразнее, главной её частью становятся кальмары и креветки вида Pasiphaea tarda, помимо рыб M. muelleri в ней появляются и другие виды рыб. Существует предположение, что мелкие ночные акулы недостаточно резвы, чтобы добывать стремительных головоногих. По головоногим моллюскам рационы ночных акул и португальских акул частично совпадают, поэтому последний вид может избегать конкуренции, перемещаясь на бо́льшие глубины. Сила укуса, развиваемая ночной акулой, не превышает 1 Н.

### Цикл развития
Ночная акула — яйцеживородящая рыба, у которой снабжённые желточным мешком эмбрионы развиваются внутри матки. Репродуктивный цикл может длиться 2—3 года, овуляция происходит ранней весной, оплодотворение летом (возможно, и зимой, если у самок существует способность сохранять сперму), а потомство появляется на свет поздней зимой или ранней весной. Беременность длится около года. Численность помёта колеблется в пределах 6—20, увеличиваясь с нарастанием массы самки. Размер новорождённых 12—14 сантиметров. Способность к люминесценции ночные акулы получают ещё до рождения; желточный мешок начинает флюоресцировать ещё до образования фотофор, что, вероятно, происходит из-за передачи люминесцентных веществ от матери к потомству. Первые светящиеся ткани появляются по достижении эмбрионами размера 55 миллиметров, а полностью светящиеся участки формируются к тому времени, когда эмбрионы подрастают до 95 миллиметров. К моменту рождения молодые акулы уже способны к контрподсветке 80 процентами поверхности брюшка.
Растут ночные акулы медленно, хотя несколько быстрее некоторых других глубоководных акул, таких, например, как серая короткошипая акула (Centrophorus squamosus) или колючая акула Мицукури (Squalus mitsukurii). Самцы ночной акулы становятся половозрелыми по достижении размера 28—33 сантиметра, а самки 34—36 сантиметров. Средний возраст зрелости составляет 4 года для самцов и 4,7 лет для самок, хотя попадались зрелые четырёхлетние особи обеих полов и незрелые восьмилетние самки. Вероятная продолжительность жизни акул этого вида оценивается в 18 лет для самцов и 22 года для самок. Добывались экземпляры 8 и 11 лет соответственно.

## Взаимовлияние ночной акулы и человека
Во всём ареале большое количество ночных акул вылавливается в качестве прилова донными тралами при добыче креветок и омаров, а также при глубоководном ярусном лове другой рыбы. Из-за отсутствия коммерческой ценности этих акул почти всегда выбрасывают в море, с большим процентом гибели. Иногда их солят и вялят, или перерабатывают в рыбную муку. Влияние рыболовства на поголовье ночных акул не оценивалось, тем не менее, оно представляется значительным. Медленное воспроизведение этого вида даёт основание предполагать, что он может исчезнуть. Международный союз охраны природы присвоил этому виду статус сохранности «Близкий к уязвимому положению».